# 유메시로 아야
유메시로 아야(일본어: 夢白 あや ゆめしろ あや[*], 8월 27일 - )는 다카라즈카 가극단 유키구미 소속 여역이다. 현 유키구미 톱여역이다.
도쿄도 스기나미구 출신, 묘죠가쿠인고등학교 출신이다. 키는 162cm, 애칭은 "아야(あや)"이다.

## 약력
2015년, 다카라즈카 음악학교에 입학
2017년, 다카라즈카 가극단 103기생으로 입단. 유키구미 공연 「막말태양전 / Dramatic “S”!」로 초무대. 그 후, 소라구미에 배속. 같은 해 조배속 후 첫 작품인 「신들의 토지」 신인공연에서 히로인 급 역할인 이리나 역 (본역 : 레이미 우라라)에 발탁.
2018년, 한큐한신 첫 참배 포스터 모델에 기용되다. 같은 해의 「이인들의 르네상스」에서 신인공연 첫 히로인.
2019년 「오션스 11」으로 2번째 신인공연 히로인. 이어서 「릿츠 호텔만큼 큰 다이아몬드」로 바우홀 공연 첫 히로인.
2020년 9월 16일자로 유키구미로 조이동.
2022년 「Sweet Little Rock 'n' Roll」으로 2번째 바우홀 공연 히로인. 같은 해 「心中・恋の大和路」 (드라마시티/일본청년관 공연)에서 동상공연 첫 히로인. 같은 해 12월 26일자로 유키구미 톱여역에 취임. 아야카제 사키나의 2번째 상대역으로써, 이듬해인 2023년의 「BONNIE & CLYDE」 (미소노좌 공연)에서 신 톱콤비 프리 오히로메 예정이다.

## 인물
6살부터 클래식 발레를 배우고, 뮤지컬 영화를 보는 것을 좋아했다.
어쩌다 티켓이 당첨된 브로드웨이 내일공연 「사랑은 비를 타고」를 보고 감격해서 성악도 배우기 시작했다.
그러던 차에, 어머니와 거리에서 유키구미 공연 「루팡 3세」 포스터를 보고 「엄청 멋있다」고 매료되었다. 어머니로부터 수험을 권유받고, 다카라즈카 무대를 한번도 보지 않은 채 음악학교 수험을 봤고, 첫번째 수험에서 합격했다.
입학 후, 다카라즈카 가극단원의 단원 명부인 「다카라즈카 오토메」를 가지고 다니며 동기 추천 공연 DVD를 닥치는대로 보았다. 수업에서는 처음 접하는 예사도 많았지만 필사적으로 덤벼들었다.

## 주요 무대
| 기간 (월)       | 소속 | 제목                             | 공연장                                 | 배역                                           | 비고                                      |
| --------------- | ---- | -------------------------------- | -------------------------------------- | ---------------------------------------------- | ----------------------------------------- |
| 2017년          |      |                                  |                                        |                                                |                                           |
| 4 - 5           | 유키 | 막말태양전                       | 다카라즈카 대극장                      |                                                | 초무대                                    |
| 4 - 5           | 유키 | Dramatic “S”!                    | 다카라즈카 대극장                      |                                                | 초무대                                    |
| 8 - 11          | 소라 | 신들의 토지                      | 다카라즈카 대극장 도쿄 다카라즈카 극장 | 대공비 이리나 (신인공연)                       | 본역 : 레이미 우라라                      |
| 8 - 11          | 소라 | 클래식 비쥬                      | 다카라즈카 대극장 도쿄 다카라즈카 극장 |                                                |                                           |
| 2018년          |      |                                  |                                        |                                                |                                           |
| 1               | 소라 | WEST SIDE STORY                  | 도쿄국제포럼                           | 에니보디즈                                     |                                           |
| 3 - 6           | 소라 | 하늘은 붉은 강가                 | 다카라즈카 대극장 도쿄 다카라즈카 극장 | 타투키아 류이 (신인공연)                       | 본역 : 미즈네 시호                        |
| 3 - 6           | 소라 | 시트러스의 바람 -Sunrise-        | 다카라즈카 대극장 도쿄 다카라즈카 극장 |                                                |                                           |
| 7 - 8           | 소라 | WEST SIDE STORY                  | 우메다예술극장                         | 에니보디즈                                     |                                           |
| 10 - 12         | 소라 | 백로의 성                        | 다카라즈카 대극장 도쿄 다카라즈카 극장 |                                                |                                           |
| 10 - 12         | 소라 | 이인들의 르네상스                | 다카라즈카 대극장 도쿄 다카라즈카 극장 | 소녀 카테리나 / 루크레치아 카테리나 (신인공연) | 본역 : 호시카제 마도카 신인공연 첫 히로인 |
| 2019년          |      |                                  |                                        |                                                |                                           |
| 2               | 소라 | 검은 눈동자                      | 하카타좌                               | 파르미라                                       |                                           |
| 2               | 소라 | VIVA! FESTA! in HAKATA           | 하카타좌                               |                                                |                                           |
| 4 - 7           | 소라 | 오션스 11                        | 다카라즈카 대극장 도쿄 다카라즈카 극장 | 5년 전의 테스. 테스 오션 (신인공연)            | 본역 : 호시카제 마도카 신인공연 히로인    |
| 9               | 소라 | 릿츠 호텔만큼 큰 다이아몬드      | 바우홀                                 | 키스민                                         | 바우 첫 히로인                            |
| 11 - 2020년 2월 | 소라 | El Japón -이스파니아의 사무라이- | 다카라즈카 대극장 도쿄 다카라즈카 극장 | 시즈 왕비 마르가레테 (신인공연)                | 본역 : 미카제 마이라                      |
| 11 - 2020년 2월 | 소라 | 아쿠아비테!!                     | 다카라즈카 대극장 도쿄 다카라즈카 극장 |                                                |                                           |
| 2020년          |      |                                  |                                        |                                                |                                           |
| 8 - 9           | 소라 | FLYING SAPA                      | 우메다예술극장 일생극장                | 옐레나                                         |                                           |
| 2021년          |      |                                  |                                        |                                                |                                           |
| 1 - 4           | 유키 | fff -포르티시모-                 | 다카라즈카 대극장 도쿄 다카라즈카 극장 | 줄리에타 구이찰디                              |                                           |
| 1 - 4           | 유키 | 실크로드 ~도적과 보석~           | 다카라즈카 대극장 도쿄 다카라즈카 극장 |                                                |                                           |
| 6               | 유키 | 베네치아의 문장                  | 전국투어                               | 오린피아                                       |                                           |
| 6               | 유키 | 르 포아종 사람의 미약 -Again-    | 전국투어                               |                                                |                                           |
| 8 - 11          | 유키 | CITY HUNTER                      | 다카라즈카 대극장 도쿄 다카라즈카 극장 | 아르마 다얀 후유노 요코 (신인공연)             | 본역 : 노노카 히마리                      |
| 8 - 11          | 유키 | Fire Fever!                      | 다카라즈카 대극장 도쿄 다카라즈카 극장 |                                                |                                           |
| 2022년          |      |                                  |                                        |                                                |                                           |
| 1               | 유키 | Sweet Little Rock 'n' Roll       | 바우홀                                 | 신디                                           | 바우 히로인                               |
| 3 - 6           | 유키 | 유메스케 천냥 선물               | 다카라즈카 대극장 도쿄 다카라즈카 극장 | 오이토 하마츠구 (신인공연)                     | 본역 : 히메하나 유키노                    |
| 3 - 6           | 유키 | Sensational!                     | 다카라즈카 대극장 도쿄 다카라즈카 극장 |                                                |                                           |
| 7 - 8           | 유키 | 심중, 사랑의 야마토로            | 드라마시티 일본청년관                  | 우메카와                                       | 동상 첫 히로인                            |

## 출연 이벤트
- 2017년 12월, 다카라즈카 스페셜2017 『쥬템므・레뷰 -몽 파리 탄생 90주년-』 (코러스)
- 2019년 12월, 다카라즈카 스페셜2019 『Beautiful Harmony』

## 광고
- 2018년, 『한큐 한신』 첫 참배 포스터 모델

## 수상 이력
- 2020년, 『한큐스미레회 팬지상』 - 신인상